# Ordedienst

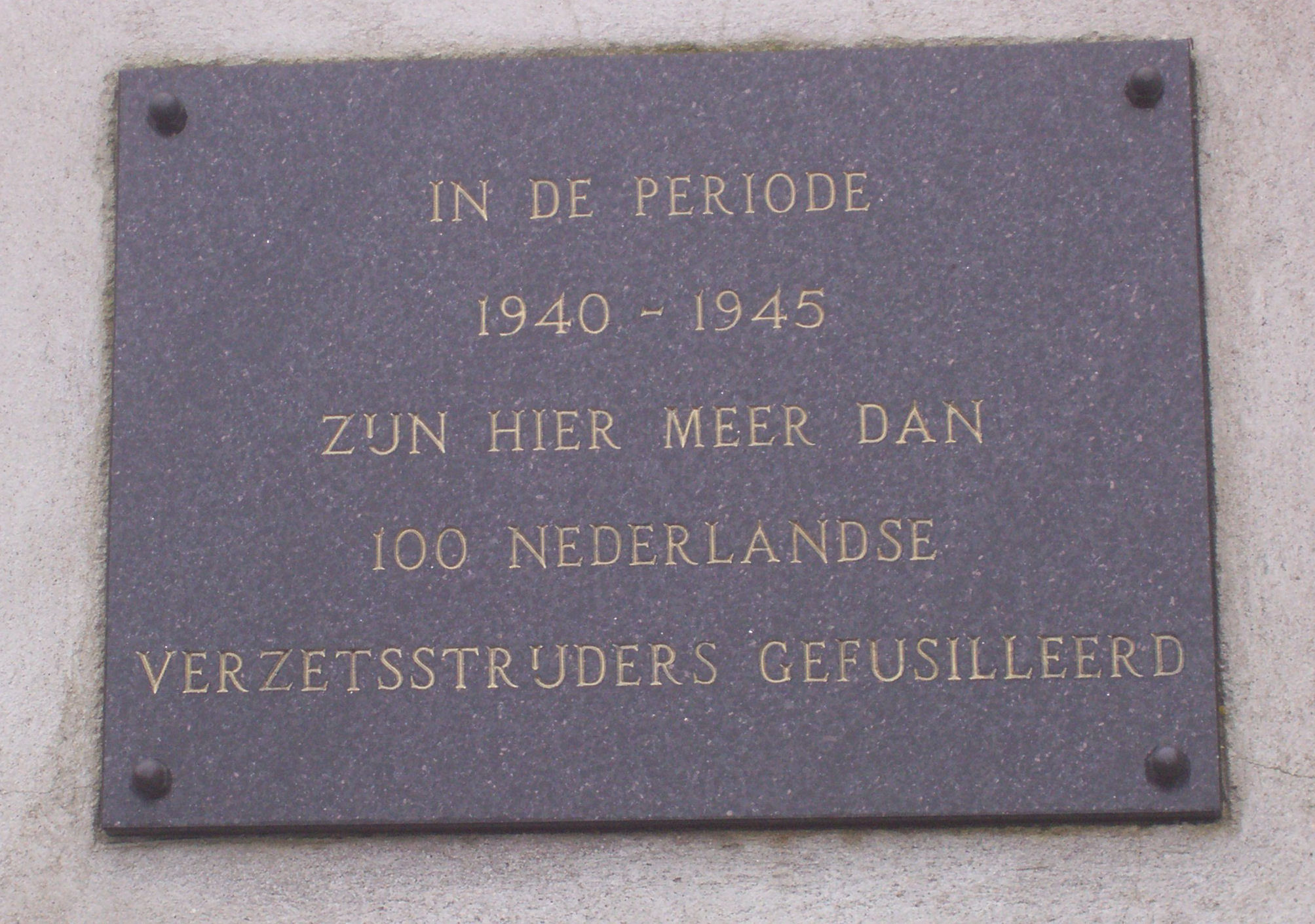
Gedenkplaat

De Ordedienst (OD) was in Nederland een belangrijke illegale organisatie tijdens de Tweede Wereldoorlog. Tot 1942, bij de formalisering van de illegale Landelijke Organisatie voor hulp aan onderduikers (LO) was het hoogstwaarschijnlijk de grootste geheime anti-Duitse organisatie in Nederland, hoewel exacte cijfers daarover ontbreken.

## Voorgeschiedenis
In de OD hebben verschillende cadetten en adelborsten een belangrijke rol gespeeld. De toekomstige officieren van de land- en zeemacht werden aan de Koninklijke Militaire Academie (KMA) in Breda en het Koninklijk Instituut voor de Marine (KIM) in Den Helder opgeleid. Na de Nederlandse capitulatie op 15 mei 1940 werden de cadetten naar huis gestuurd, terwijl de KMA en het KIM op 2 juli 1940 op last van de Duitse bezetter gesloten en opgeheven werden. Om hun belangen bij studiefinanciering en dergelijke bij het Afwikkelingsbureau van het Departement van Defensie te behartigen en onderling het sociale contact te onderhouden werd een Contact Commissie Cadetten (CCC) gevormd. Deze bevond zich in Den Haag. De adelborsten hadden een soortgelijke vereniging opgericht, de Contact Commissie Adelborsten (CCA). Er werden o.a borreluurtjes, lunches en onderlinge sportwedstrijden georganiseerd. De CCC en de CCA waren in eerste aanleg allerminst subversieve organisaties. Het waren gezelligheidsverenigingen zonder commercieel doel. Ze hadden daarom geen toestemming van de Duitse autoriteiten nodig. De onderlinge contacten hadden wel tot gevolg dat verschillende cadetten en adelborsten in de OD zeer nauw zouden gaan samenwerken.

## Begin
Aanvankelijk was het doel om letterlijk een ordedienst op te richten die de openbare orde moest bewaren na het spoedig verwachte vertrek van de Duitsers. Toen dit niet reëel bleek, gingen de leden steeds meer actief verzet plegen, onder andere door middel van sabotage van Duitse netwerken (bijvoorbeeld treinverbindingen en telefoonkabels). De belangrijkste taak was echter het verzamelen van inlichtingen over de vijand, om die naar het Engeland te kunnen sturen. Daar hadden de Nederlandse regering en koningin Wilhelmina zich in ballingschap gevestigd.
Vanaf het begin in 1940 was binnen de OD de heersende opvatting dat er op het moment van de bevrijding van Nederland een gezagsvacuüm zou ontstaan. Dan diende er gezorgd te worden voor de handhaving van de orde en de rust. Op hetzelfde moment diende ook aan de geallieerde legers de helpende hand te worden geboden. De leiding van de OD zag voor haar organisatie hierin een taak weggelegd. Daar er bij de OD al vanaf de oprichting in 1940 de nadruk werd gelegd op de voorbereiding van de situatie die bij het vertrek van de vijand zou ontstaan nam het uitwisselen van gegevens en inlichtingen met de Nederlandse regering in Londen een centrale plaats bij de leiding van de OD in.

### Samenstelling
De leden van de OD waren voornamelijk oud-militairen, beroepsmilitairen, dienstplichtige militairen en geestverwante burgers. Een aantal beroepsmilitairen was afkomstig uit het voormalige Koninklijk Nederlandsch-Indisch Leger (KNIL). Alhoewel zich een groot aantal militairen bij de OD had aangesloten, was de OD niet een op militaire leest geschoeide en geen van bovenaf strak geleide organisatie. De 19 gewestelijke commandanten bezaten grote bevoegdheden en ze waren vaak op zichzelf aangewezen. In zekere zin was de OD een schemerwereld. Soms kende men elkaar, soms bleef de identiteit verborgen. Dit verklaart dat de Sicherheitspolizei (SD) weliswaar verschillende reeksen van arrestaties kon uitvoeren, maar er niet in slaagde deze wijdvertakte organisatie uit te schakelen.
De samenstelling van de OD groep die op de lijst stonden van 100 Todeskandidaten tijdens het 2e OD-proces:
- actief dienende beroepsofficieren 7
- gepensioneerde beroepsofficieren 9
- reserveofficieren 11
- beroepsofficieren 3
- dienstplichtigen 12
- burgers, nooit in dienst geweest 58

## Organisatie tot 1942
De Ordedienst ontstond in 1940 na de capitulatie van Nederland door initiatieven die van Johan Hendrik Westerveld uitgingen, en door het opgaan in de OD van spontaan ontstane lokale verzetsorganisaties, die ongeveer dezelfde doelstellingen nastreefden. Het groeiproces naar een landelijke organisatie kreeg in het najaar van 1940 en in de loop van 1941 en 1942 gestalte. Onder de vlag van de OD werden verschillende verzetsorganisaties met wisselend succes verenigd. De groep van 'Oom Alexander' Joan Schimmelpenninck in Den Haag ontwikkelde zich aanvankelijk onafhankelijk van de OD van Westerveld en had voornamelijk het karakter van een inlichtingengroep. Leden van de organisatie werden gerekruteerd uit de kringen van adelborsten (marine-officier in opleiding) en cadetten (landmacht-officier in opleiding), een groep in wie Schimmelpenninck groot vertrouwen stelde. Door de nauwe banden die Schimmelpenninck met de OD had, ging zijn groep als het ware geruisloos in de OD over en kreeg Schimmelpenninck na de arrestatie van Versteegh, die J.Westerveld was opgevolgd, de leiding over de OD. Het algemeen hoofdkwartier van de OD (AHK-OD) bevond zich in Den Haag en had verbinding met de andere gewesten in Nederland waar OD-verzetsgroepen gevestigd werden of toetraden. De verbindingen met de gewesten werden voornamelijk verzorgd door C. Navis, J.F.H. de Jonge Melly, F. Dudok van Heel, P.C. Vroom, A.W.M. Abbenbroek, Gerard Dogger en enkele andere jongere medewerkers, die uit de groep van Oom Alexander voortgekomen waren. Ook werd geprobeerd contact te leggen met Engeland om inlichtingen te kunnen verschaffen aan de regering en koningin Wilhelmina. Na de arrestatie van jhr. Schimmelpenninck op 13 november 1941 namen Gerard Dogger en Anton Abbenbroek tijdelijk de leiding op zich. Dogger ging vervolgens met Peter Tazelaar naar Engeland en Abbenbroek wordt op 6 maart 1942 gearresteerd zodat de OD op dat moment wederom van een algehele leiding was beroofd.

### Tegenslagen
Tijdens haar bestaan had de OD te maken met veel tegenslagen.
- Op 3 mei 1942 werden als uitkomst het 1e OD-proces 58 leden van de OD, samen met 14 verzetsstrijders van de groepen Schoemaker en Mekel in het concentratiekamp Sachsenhausen geëxecuteerd. De SD was toen reeds bezig het 2e OD-proces voor te bereiden. In de gevangenis van Scheveningen, het 'Oranjehotel' zaten zo'n 300 gearresteerde OD-ers, waaruit 100 "Todeskandidaten" voor het 2e OD-proces werden uitgezocht.
- Op 27 April 1943 tijdens het 2e OD-proces werden uiteindelijk 21 OD-ers ter dood veroordeeld, waarvan 17 werden geëxecuteerd. Dit is de groep van Schimmelpenninck. De anderen kregen 'gratie', maar werden samen met de andere Todeskandidaten doorgestuurd naar concentratiekampen. Slechts 40 van hen overleefden de oorlog.
- Bij de zogenaamde registratie van beroepsofficieren op 15 mei 1942 werden er ook nog eens 2.000 voormalige officieren krijgsgevangen genomen en bij de OD zorgde dit voor een grote leegloop. 70 van deze 2.000 militairen gaven geen gevolg aan de oproep zich te melden en doken onder, waaronder C.Navis. Sommigen weken uit naar Engeland of stelden zich een tijd lang terughoudend op.

Ondanks de tegenslagen wist de OD zich te herpakken. De OD zat zonder chef-staf, maar Navis ging op zoek naar een nieuwe. Vanuit het buitenland werkten onder anderen Dogger en Tazelaar.
Er kwam verandering toen de reserve ritmeester jhr. Pieter Jacob Six (1894-1986) de leiding kreeg van de landelijke OD organisatie. Six luidde bij de verzetsbeweging een nieuwe fase in.

## Reorganisatie
Om een betere structuur aan te brengen kwam er een reorganisatie binnen de OD onder leiding van Six. Mede omdat er zoveel leden waren gearresteerd liet hij geen sabotage meer bedrijven en ook hield hij zich niet bezig met de hulp aan onderduikers. Hij trof vooral voorbereidingen zodat de OD in de laatste fase van de oorlog aan de strijd zou kunnen deelnemen. Hij leidde een dubbelleven. In het publieke leven was hij jonkheer Six, een telg uit een gefortuneerd Amsterdams regentengeslacht. In het verzet opereerde hij veelal onder een schuilnaam. Zijn ware identiteit was slechts bij zeer weinigen bekend.
In het voorjaar van 1943 vroeg dominee J.Koopmans aan de koster van de Koepelkerk, Heijmen Westerveld, om de kerk ter beschikking te stellen aan een geheime organisatie. Na goedkeuring vestigde op 25 maart 1943 jonkheer J.P.Six het Algemeen Hoofdkwartier van de OD in de Koepelkerk aan de Stadhouderskade in Amsterdam. In de consistoriekamer van de kerk werd de kernstaf van de landelijke OD gevestigd. Deze kernstaf bestond uit hooguit tien personen die van tijd tot tijd in de kerk bijeen kwamen. Andere stafsecties waren op andere plaatsen in de stad gevestigd. Daarnaast had Six in de stad zijn zogenaamde spreekadressen. Op deze plaatsen werd vergaderd en werden besprekingen gevoerd.

## Radiocontact met Londen
Een grote verbetering bracht de arts Allard Oosterhuis, de leider van de verzetsgroep 't Zwaantje tot stand toen de OD via de "Zweedse weg" de beschikking kreeg over zendapparatuur. Met deze zendapparatuur werd een radioverbinding met de Nederlandse regering in Londen tot stand gebracht. De radioverbinding met Londen werd er ook de oorzaak van dat er tussen Six en Jan Thijssen, het hoofd van de Radiodienst van de OD, een diepgaand conflict ontstond. Thijssen richtte vervolgens met een aantal geestverwanten de Raad van Verzet (RVV) op (die vooral steun kreeg uit communistische hoek). Zonder toestemming van Six ging hij de radiozender voor eigen doeleinden gebruiken. Zo zag hij kans om de Nederlandse regering in Londen te informeren over de April-meistakingen en de belangrijke rol van de RVV bij deze stakingen. Aldus kreeg Londen de indruk dat de RVV een zeer belangrijke organisatie was. Daarnaast ontstond er tussen Six en Thijssen een verschil van mening over de inzet van het binnenlands radionet. Het conflict escaleerde waarna Thijssen op 31 december 1943 wegens eigengereid optreden uit de OD werd gezet.
Op 27 mei 1943 ontving Six van de Nederlandse regering in Londen een telegram waarin werd vermeld dat de OD het vertrouwen genoot van de Nederlandse regering in Londen en belast werd met de handhaving van de orde en de rust op het moment van de bevrijding van Nederland. Vanaf dat moment besloot de leiding van het Bureau Inlichtingen (BI) om nauw met de OD te gaan samenwerken. Het BI parachuteerde in de daarop volgende maanden agenten boven bezet Nederland. De agenten kregen de opdracht het radiocontact te verzorgen tussen de OD en het BI en de Nederlandse regering in Londen. Vanaf dat moment werden de militaire inlichtingen rechtstreeks radiografisch naar Londen doorgeseind.

### De Zendgroep Barbara
In de nacht van 22 op 23 juni 1943 werd de agent Garrelt van Borssum Buisman samen met de radiotelegrafist/codist Hendrik Letteboer in de omgeving van Mariënberg boven Overijssel geparachuteerd. De beide agenten legden de basis voor de Zendgroep Barbara. Begin juli 1943 kwam de agent Van Borssum in contact met Allard Oosterhuis. Van Borssum, de organisator en de leider van de Zendgroep Barbara, had van de Nederlandse regering in Londen de opdracht gekregen om de contacten met de OD, die in de loop der tijd waren verwaterd, aan te halen en te verbeteren. Oosterhuis bracht Van Borssum in contact met jhr. Six. Nadat Six Van Borssum op zijn betrouwbaarheid had gescreend, wees hij twee medewerkers van de staf van de OD aan om samen te werken met de radiotelegrafisten van de Zendgroep Barbara. Deze medewerkers waren Chris Tonnet en Gerben Sonderman. De komst van de agenten gaf Six de zekerheid dat de taak die zijn organisatie binnen het Nederlands verzet op zich had genomen door de Nederlandse regering in Londen serieus werd genomen.

### Een golf van arrestaties
Op 21 juli 1943 rolde de SD (Sicherheitsdienst) de verzetsgroep van Oosterhuis op. Het verraad kwam tot stand door een kapitein van een kustvaarder met NSB-sympathieën. Het werd nog erger toen de V-mann Anton van der Waals binnen de verzetsgroep van Oosterhuis was geïnfiltreerd. Ondanks een collectief doodvonnis dat door het Kriegsgericht werd uitgesproken wisten de meeste leden van de verzetsgroep de oorlog in Duitse gevangenschap te overleven. Ze werden in het voorjaar van 1945 door de geallieerden in Duitsland bevrijd.

## Bureau Inlichtingen
Toen op 5 augustus 1943 door de minister van oorlog Otto Cornelis Adriaan van Lidth de Jeude werd bepaald dat alleen het Bureau Inlichtingen (BI) de geheime berichtenwisseling met bezet Nederland mocht verzorgen kreeg de OD een zeer nauwe band met het BI in Londen.
Binnen de Ordedienst nam stafsectie-V een zeer belangrijke plaats in. Het was de inlichtingenafdeling waar de verzamelde militaire-, en economische inlichtingen werden gecoördineerd en verwerkt. Het stond voor Six vast dat het plegen van verzet een duidelijk doel moest hebben. De taak die de OD zich had toebedeeld was het handhaven van de orde en rust op het moment van de bevrijding zodat de terugkomende wettige regering bij het herstellen van de parlementaire democratie niet voor onaangename verrassingen zou komen te staan. Daarbij achtte de OD het verzamelen van militaire inlichtingen van grote betekenis. De geheime rapporten en documenten werden op microfilm vastgelegd en door koeriers via de “Zweedse Weg of de "Zwitserse weg", de zogenaamde "Weg A", naar Engeland vervoerd.
De relatie tussen het Bureau Inlichtingen in Londen en de Ordedienst kon hecht worden genoemd. De agenten die door het BI naar bezet Nederland werden gezonden en die de opdracht meekregen om de band met de OD aan te halen en te verstevigen hadden veelal zelf een OD verleden. Het gros van de reserve officieren die naar Engeland waren uitgeweken en voor het BI werkten hadden in het begin van de Tweede Wereldoorlog hun medewerking verleend aan de OD. Het hoofd van het BI, de majoor Jan Marginus Somer was voor hij naar Londen uitweek ook bij de OD werkzaam geweest. Op het moment dat hij Nederland ontvluchtte omdat hij door de SD werd gezocht was hij in Breda districtcommandant van de OD.
Dankzij de agenten van het Bureau Inlichtingen die ten behoeve van de Zendgroep Barbara boven bezet Nederland werden geparachuteerd, kwam de berichtenwisseling tussen de OD en het BI en de Nederlandse regering in Londen in september 1943 goed op gang. Een gevoelige klap voor de OD was dat Tonnet op 6 januari 1944 door de SD werd opgepakt. In het begin van februari 1944 werd de Zendgroep Barbara voor een groot deel opgerold. Op 5 februari 1944 volgde de arrestatie van Van Borssum. Vanaf dat moment bekommerde Gerben Sonderman zich over de radiotelegrafisten die na het oprollen van de Zendgroep Barbara waren overgebleven. Vanaf begin september 1944 zette de agent Frans Theodoor Dijckmeester (1917-2003) het werk van Van Borssum voort. Tussen Sonderman en Dijckmeester ontstond een samenwerking die vergelijkbaar was met de nauwe band die Sonderman met de agent Van Borssum had gehad. Hun goede samenwerking duurde tot aan de bevrijding van Nederland. Dankzij de inspanningen van Dijckmeester en Sonderman kreeg de OD in 1944 een uitstekende radio- en telefoonverbinding met het BI in Eindhoven en de Nederlandse regering in Londen.

### Gerrit Jan van Heuven Goedhart
In juli 1944 kwam de goede relatie tussen het Bureau Inlichtingen en de OD een tijd lang onder druk te staan. In Londen was Gerrit Jan van Heuven Goedhart begin juli 1944 Minister van Justitie geworden. Van Heuven was op 14 juni 1944 vrij gekomen uit het Kamp Vught. In Engeland had hij doen voorkomen alsof hij “up to date” was geïnformeerd over de situatie van het Nederlands verzet. Als een blok gingen de leden van het oorlogskabinet achter het beleid van de Minister van Justitie staan. Door zijn grote invloed ontstond een machtsstrijd tussen Van Heuven Goedhardt en het hoofd van BI, de majoor Jan Marginus Somer. Van Heuven had weinig op met de heersende opvattingen bij de topleiding van de OD. Daarnaast zag hij het BI als de sterke arm van de OD. Het BI en Somer werden zwaar door Van Heuven onder vuur genomen. Somer liet zich door Van Heuven overdonderen. Een nieuwe beleidspolitiek werd hem van bovenaf opgelegd. Van Heuven was er alles aan gelegen om de OD te passeren en hun macht binnen het Nederlands verzet in te dammen. Hij gaf Somer in juli 1944 opdracht de agent George Frans Hooijer uit te zenden. Hooijer moest een zeer geheime regeringsinstructie bij het College van Vertrouwensmannen in Amsterdam bezorgen, hij werd door Van Heuven persoonlijk geïnstrueerd.

## Binnenlandse Strijdkrachten
Koningin Wilhelmina, Prins Bernhard en de leden van het Kabinet-Gerbrandy II streefden naar een goede onderlinge samenwerking tussen de OD, de Raad van Verzet (RVV) en de Landelijke Knokploegen (LKP). Het bevorderen van deze eenheid was in hun ogen gewenst om het Nederlandse volk achter de eerste naoorlogse regering en de monarchie te krijgen. Het bevorderen van deze doelstelling werd de coördinatie genoemd. Dijckmeester kreeg de opdracht om de coördinatie van het Nederlands verzet te bevorderen.
Op 20 september 1944 leidden besprekingen op landelijk niveau tot de vorming van het Deltacentrum. De reserve-kolonel Henri Koot nam de leiding van het Deltacentrum op zich en hij vestigde zich in Amsterdam. Koot probeerde daarna de verschillende verzetsorganisaties op een lijn te krijgen. Dit proces verliep tot aan het begin van 1945 zeer moeizaam. In de laatste week van oktober 1944 kwam de vorming van de Binnenlandse Strijdkrachten (BS) in een stroomversnelling. Prins Bernhard gaf opdracht tot opheffing van de OD, de LKP en de RVV. Hij benoemde kolonel Koot tot commandant van de BS. Kort daarna liet Koot een order uitgaan aan alle plaatselijke en gewestelijke commandanten. In deze order stelde hij bekend dat vanaf dat moment de benamingen OD, LKP en RVV waren vervallen en dat alleen de benaming Binnenlandse Strijdkrachten mocht worden gebruikt. De BS werd ingedeeld in zes rayons: Overijssel, Achterhoek, de stad Utrecht, de provincie Utrecht, de Veluwe en de Betuwe. Ten behoeve van het optreden van de BS trok kolonel Koot de Operatiecentra van Jan Thijssen (RVV) en van Jan van Bijnen (LKP), bij zijn staf. Ten slotte bepaalde Koot dat de afwerpterreinen van de OD, de LKP, en de RVV voortaan ter beschikking zouden staan van de rayoncommandanten van de BS.

## Evaluatie
Volgens een Amerikaans (destijds geheim) rapport over prins Bernhard, was de OD gedurende de bezetting grotendeels passief en was het daarom omstreden dat de prins veel van zijn staf uit de oud-leden van de OD betrok: "De belangrijkste kritiek over de prins lijkt de claim te zijn dat, bij het opzetten van zijn hoofdkwartier, hij oneerlijk bepaalde groepen en segmenten van de bevolking heeft bevoordeeld. Omstreden is dat een groot deel van zijn personeel betrokken is van de vroegere leden van de Orde Dienst, een ondergrondse groep die gedurende de bezetting passief bleef en pas op het ogenblik van bevrijding tevoorschijn kwam."
Een enkele weken ouder rapport geeft wat meer detail: "De Orde Dienst, georganiseerd onder de hoge bescherming van voormalig leger officieren, is een van de oudste Nederlandse verzetsgroepen. Haar doel was een uitgebreide nationale organisatie op te bouwen die gebruikt zou kunnen worden om te assisteren bij het handhaven van de orde wanneer de Duitsers zich uit Nederland terugtrokken. Daarnaast heeft ze inlichtingen verzameld en, met tussenpozen, een uitstekende radiocommunicatiedienst met de buitenwereld onderhouden. Deze radiotransmissiedienst, lange tijd beter dan dat van om het even welke andere ondergrondse groep, maakte het de OD mogelijk om nauw contact te onderhouden met de Nederlandse regering in Londen. Anders dan dat was de OD betrekkelijk inactief totdat sommige delen van Nederland waren bevrijd. Toen verscheen de OD met vele nieuwe rekruten die daarvoor nooit ondergronds werk hadden gedaan en daarbij haalde men zich aanzienlijke slechte wil van andere ondergrondse groepen op de hals. Politiek is de OD rechts en reactionair. Haar hogere rangen omvatten een aantal sociaal prominente en rijke mannen. De OD lijkt een sterk centraal leiderschap in naoorlogs Holland, uitstel van het terugroepen van het Parlement, en een vergroting van de macht van de Kroon tijdens de rehabilitatieperiode voor te staan. Sommige OD-leden hebben invloedrijke posities bereikt, hetzij binnen de staf van prins Bernhard, hetzij binnen de Nederlandse Burgerlijke Zaken."
Een artikel in Elsevier bevestigt het streven van de OD naar een sterk leiderschap: "Reeds tijdens de oorlog liepen in het Verenigd Koninkrijk en Nederland mensen rond met een duidelijk omschreven beeld van het autoritaire bewind dat het vaderland na de bevrijding nodig had. Bij de Oranjes had koningin Wilhelmina daar zo haar eigen ideeën over en daarbij kon ze rekenen op de sympathie van schoonzoon Bernhard. Enkele kopstukken van de Ordedienst, een verzetsorganisatie die in feite de voortzetting was van de BVL uit het interbellum, koesterden een soortgelijk ideaal. Al in 1942 hadden voormalig landmachtcommandant jonkheer generaal Willem G. Roëll, jonkheer Joan Schimmelpenninck en oud-gouverneur van Nederlands-Indië jonkheer Bonifacius Cornelis de Jonge plannen gepresenteerd om na de bevrijding als driemanschap op te treden en de macht naar zich toe te trekken. Hoewel zij aanvankelijk steun kregen vanuit Londen, kalfde deze – na kritiek van politici en andere verzetsorganisaties – tegen het einde van de oorlog weer af. Na de bevrijding ging de Ordedienst op in de Binnenlandse Strijdkrachten, waarvan een aantal vertegenwoordigers in 1945 nog een poging deed om prins Bernhard tot een machtsovername te verleiden. Naar eigen zeggen heeft de prins dit toen kort maar krachtig van de hand gewezen."
Dat bovengenoemde artikelen voor een groot deel op suggestie/verkeerde beeldvorming stoelen, blijkt onder andere uit het volgende verslag van Majoor W.A.H.C. Boellaard in het Gedenkboek van het Oranjehotel:
"Toen op 3 mei 1942 de 72 ter dood veroordeelden uit het 1e OD-proces gefusilleerd werden, was de S.D. (Sicherheitsdienst) reeds bezig het 2e O.D.-proces voor te bereiden. In dezen tijd zaten in de gevangenis te Scheveningen ongeveer 300 O.D.-ers, waar met zorg 100 "Toteskandidaten"voor het 2de O.D.proces werden uitgezocht.
Bij de verhoren bleek wel, hoezeer de S.D. deze alom verbreiden organisatie vreesde, hoezeer zij begreep, dat het hier niet ging om opportunisten, maar om patriotten, die reeds bij de oprichting in Augustus 1940 overtuigd waren van de nederlaag van Duitschland. Een verzetsorganisatie, die de ruggengraat was van het toekomstige massale verzet, waarin zij samen met de andere illegale groepen zoo'n belangrijke rol heeft gespeeld, en geen burgerwacht die eerst na de bevrijding zou optreden. Tekenend is dan ook de uiting van de S.D.: "Die O.D. hat in jeden Dreck ein Finger".
Van de 100 Todeskandidaten werden alle beschuldigd van sabotage als Feindbegünstigung, Spionage, Verboten Waffenbesitz, Wortbruch (door beroepsofficieren) , verspreiding Hetzschrifte, Mord. Uit den aard der zaak kwamen deze beschuldigingen bij de meesten in combinatie voor. Op 27 april 1943 werden 21 doodvonnissen geëist De S.D. liet de "Abgetrennten" niet uit zijn greep los en werden naar Duitse concentratiekampen gestuurd. Van de 100 Toteskandidaten uit het 2e O.D.proces waren er na de oorlog nog maar 40 in leven."
Dr J.W.M. Schulten schrijft verder hierover in zijn boek "de geschiedenis van de Ordedienst _ Mythe en werkelijkheid" en de overgeleverde geschiedenis zeer kritisch bekijkt op blz. 210 het volgende:
"Het beeld dat de OD een rechts-autoritaire organisatie was die politieke doelstellingen nastreefde en door beroepsofficieren gedomineerd werd, ontstond al in de loop van 1941 en bleef tot aan het einde van de oorlog springlevend. Een van de belangrijkste verspreiders van dat beeld was Koos Vorrink, die niets heeft nagelaten om de OD in een kwaad daglicht te plaatsen.
Daarnaast bestond een positief beeld van de OD, waarin het de grootste en best georganiseerde verzetsorganisatie was, die zich van het bedrijven van enige politiek afzijdig hield."
Bijvoorbeeld op pagina 93 van hetzelfde boek schrijft Schulten: "Gezien tegen de achtergrond van het apolitieke handelen van Joan Schimmelpenninck voor de oorlog, zijn directe bemoeienis met zijn inlichtingengroep en de korte tijd gedurende welke hij de leiding over de OD had, is enig wantrouwen jegens de opvattingen van Vorrink over Schimmelpenninck en in zijn spoor Loe de Jong (schrijver oorlogsgeschiedenis) op zijn plaats."
Op blz. 224 schrijft Dr. J.W.M. Schulten: "Hoewel in bezet Nederland en binnen de Nederlandse regering de vorming van een voorlopig bewind tijdens een mogelijk gezagsvacuüm als een normale zaak beschouwd werd, is het verwonderlijk dat het voorstel van Schimmelpenninck om tot de vorming van een voorlopig bewind te komen in de geschiedschrijving zo bekritiseerd werd."